# Josh Brener
Joshua Max Brener (1 de outubro de 1984) é um ator americano, conhecido por interpretar Nelson "Big Head" Bighetti na série de comédia Silicon Valley da HBO, Dale em The Big Bang Theory e Lyle Spaulding em Os Estagiários.

## Vida e carreira
Brener nasceu em Houston, Texas, filho de Sharon e Daniel Brener.  Ele foi criado em uma família judaica e estudou na Bellaire High School
Brener frequentou a Universidade de Harvard, onde se graduou em 2007  e onde também foi presidente da Hasty Pudding Theatricals, mais conhecida como The Pudding, que é uma sociedade estudantil teatral famosa por seus musicais cross-dressing burlescos. 
Brener atualmente é casado com a atriz e escritora Meghan Falcone.

## Filmografia
| Year         | Title                                           | Role                                                            | Notes                                                                                   |
| ------------ | ----------------------------------------------- | --------------------------------------------------------------- | --------------------------------------------------------------------------------------- |
| 2009         | The Condom Killer                               | College Guy                                                     |                                                                                         |
| 2009         | The Guy Who Cured Cancer                        | Grad Student                                                    |                                                                                         |
| 2009         | Sofia & Sam                                     | Matty                                                           |                                                                                         |
| 2010         | Song in a Convenience Store                     | Teen                                                            |                                                                                         |
| 2010–11      | Glory Daze                                      | Zack Miller                                                     |                                                                                         |
| 2011         | Glee                                            | Jewellery Store Clerk                                           | Cena deletada                                                                           |
| 2011–13      | The Big Bang Theory                             | Dale                                                            | 2 episódios: "A Aquisição da Escarradeira Flamejante" and "A prova de carinho tangível" |
| 2012         | House of Lies: Casa de Mentiras                 | Will Davis                                                      |                                                                                         |
| 2012         | Say It Ain't Solo                               | Richie Tobolowsky                                               |                                                                                         |
| 2012         | Retroland                                       | Simon Beck                                                      |                                                                                         |
| 2013–15      | Maron                                           | Kyle                                                            |                                                                                         |
| 2013         | Os Estagiários                                  | Lyle Spaulding                                                  |                                                                                         |
| 2013         | Workaholics                                     | Marshall Davis                                                  |                                                                                         |
| 2014         | The Middle: Uma Família Perdida no Meio do Nada | Julian (Assistente residente do dormitório da faculdade do Axl) |                                                                                         |
| 2014         | First Kiss: Outtakes                            | Kisser #4                                                       |                                                                                         |
| 2014–19      | Silicon Valley                                  | Nelson "Big Head" Bighetti                                      |                                                                                         |
| 2015         | Jim & Helen Forever                             | Aaron                                                           |                                                                                         |
| 2015         | Welcome to Happiness                            | Ripley                                                          |                                                                                         |
| 2015         | Scandal                                         | Gavin Price                                                     |                                                                                         |
| 2015         | The Rumperbutts                                 | Richie                                                          |                                                                                         |
| 2016         | Baked in Brooklyn                               | David Shapiro                                                   |                                                                                         |
| 2016         | The Belko Experiment                            | Keith McLure                                                    |                                                                                         |
| 2016         | Meu namorado é o bicho (Unleashed)              | Luke                                                            |                                                                                         |
| 2016         | Max Steel                                       | Steel (voz)                                                     |                                                                                         |
| 2016–18      | Future Worm                                     | Chadd Gold (voz)                                                |                                                                                         |
| 2017         | My Brother Steven                               | Myles                                                           |                                                                                         |
| 2017         | Where's the Money                               | Clarke                                                          |                                                                                         |
| 2017         | Star Wars Rebels                                | Erskin Semaj (voz)                                              |                                                                                         |
| 2017–present | DuckTales                                       | Mark Beaks (voz)                                                |                                                                                         |
| 2018         | Highly Gifted                                   | Dave Albers (voz)                                               |                                                                                         |
| 2018         | Swedish Dicks                                   | Rick                                                            | Episódio: "Girls Day!"                                                                  |
| 2018         | Seven Stages to Achieve Eternal Bliss           | Cultist                                                         |                                                                                         |
| 2018         | Brand New Old Love                              | Bruce                                                           |                                                                                         |
| 2018         | The Front Runner                                | Doug Wilson                                                     |                                                                                         |
| 2018–present | O Despertar das Tartarugas Ninjas               | Donatello (voz)                                                 |                                                                                         |
| 2018-2020    | Star Wars Resistance                            | Neeku Vozo (voz)                                                |                                                                                         |
| 2019-present | Rua Dálmatas 101                                | Dylan (voz)                                                     |                                                                                         |
| 2019         | Love, Death & Robots                            | K-VRC (voz)                                                     | Episódio: "Three Robots"                                                                |
| 2019         | What Men Want                                   | Brandon                                                         |                                                                                         |
| 2019         | The Neighborhood                                | Trevor                                                          | Episódio: "Welcome to Malcolm's Job"                                                    |
| 2019         | Modern Family                                   | Carl                                                            |                                                                                         |
| 2020         | All My Life                                     |                                                                 | Pós produção                                                                            |